# Argentina en los Juegos Panamericanos de 2015
Argentina participó en los Juegos Panamericanos de 2015 que se realizaron en Toronto, Canadá, entre el 10 y 26 de julio.

## Medallistas
| Medalla           | Atletas | Deporte               | Evento                             | Fecha       |
| ----------------- | --- | --------------------- | ---------------------------------- | ----------- |
| Medalla de oro    | Giselle Soler | Patinaje artístico    | Programa libre                     | 12 de julio |
| Medalla de oro    | Maira Arias | Patinaje de velocidad | 10 000 puntos                      | 13 de julio |
| Medalla de oro    | Rubén Rézola Ezequiel di Giácomo                                                                                           | Canotaje              | K2 200 m                           | 14 de julio |
| Medalla de oro    | Diego López Axel Haack | Remo                  | Par                                | 14 de julio |
| Medalla de oro    | Federico Grabich | Natación              | 100 m estilo libre                 | 14 de julio |
| Medalla de oro    | Facundo Bagnis | Tenis                 | Individual masculino               | 15 de julio |
| Medalla de oro    | Guido Andreozzi María Irigoyen                                                                                             | Tenis                 | Dobles mixto                       | 15 de julio |
| Medalla de oro    | Victoria Travascio María Sol Branz                                                                                         | Vela                  | 49erFX                             | 18 de julio |
| Medalla de oro    | Javier Conte María Paula Salerno Nicolás Fracchia                                                                          | Vela                  | Lightning mixto                    | 19 de julio |
| Medalla de oro    | Matías Pereira Guillermo Bellinotto Federico Ambrus Juan Pereyra                                                           | Vela                  | J24 abierto                        | 19 de julio |
| Medalla de oro    | Ana Gallay Georgina Klug                                                                                                   | Voleibol de playa     | Torneo femenino                    | 21 de julio |
| Medalla de oro    | Julián Pinzás | Karate                | 67 kg                              | 24 de julio |
| Medalla de oro    | Miguel Amargós | Karate                | 84 kg                              | 25 de julio |
| Medalla de oro    | Selección masculina de hockey sobre césped de Argentina                                                                    | Hockey sobre césped   | Torneo masculino                   | 25 de julio |
| Medalla de oro    | Selección masculina de voleibol de Argentina                                                                               | Voleibol              | Torneo masculino                   | 26 de julio |
| Medalla de plata  | Paula Pareto | Judo                  | -48 kg                             | 11 de julio |
| Medalla de plata  | Catriel Soto | Ciclismo              | Todoterreno masculino              | 12 de julio |
| Medalla de plata  | Alejandro Clara | Judo                  | 73 kg                              | 12 de julio |
| Medalla de plata  | Selección de rugby 7 de Argentina                                                                                          | Rugby 7               | Torneo masculino                   | 12 de julio |
| Medalla de plata  | Daniel Dal Bo | Canotaje              | K1 1000 m                          | 13 de julio |
| Medalla de plata  | Pablo de Torres Gonzalo Carreras                                                                                           | Canotaje              | K2 1000 m                          | 13 de julio |
| Medalla de plata  | Ezequiel Capellano | Patinaje de velocidad | 500 m                              | 13 de julio |
| Medalla de plata  | Cristian Rosso Rodrigo Murillo                                                                                             | Remo                  | Dos pares de remos cortos          | 13 de julio |
| Medalla de plata  | Fernanda Russo | Tiro                  | Rifle de aire 10 m                 | 13 de julio |
| Medalla de plata  | Sabrina Ameghino Alexandra Keresztesi                                                                                      | Canotaje              | K2 500 m                           | 14 de julio |
| Medalla de plata  | Fernando Borello | Tiro                  | Fosa olímpica                      | 14 de julio |
| Medalla de plata  | Joaquín Iwan Axel Haack Osvaldo Suárez Francisco Esteras Iván Carino Rodrigo Murillo Diego López Agustín Díaz Joel Infante | Remo                  | 8 remos                            | 15 de julio |
| Medalla de plata  | Federico Grabich | Natación              | 200 m estilo libre                 | 15 de julio |
| Medalla de plata  | Guido Andreozzi Facundo Bagnis                                                                                             | Tenis                 | Dobles masculino                   | 15 de julio |
| Medalla de plata  | Santiago Grassi | Natación              | 100 m mariposa                     | 16 de julio |
| Medalla de plata  | Amelia Fournel | Tiro                  | Rifle 3 posiciones 50 m            | 18 de julio |
| Medalla de plata  | Melisa Gil | Tiro                  | Skeet                              | 18 de julio |
| Medalla de plata  | Walter Pérez Maximiliano Richeze Mauro Agostini Juan Merlos Adrián Richeze                                                 | Ciclismo              | Persecución por equipos            | 19 de julio |
| Medalla de plata  | Tomás Cocha | Golf                  | Individual masculino               | 19 de julio |
| Medalla de plata  | Luis Soubié Diego Lipszyc                                                                                                  | Vela                  | Snipe                              | 19 de julio |
| Medalla de plata  | Germán Chiaraviglio | Atletismo             | Salto con garrocha                 | 21 de julio |
| Medalla de plata  | José Domínguez | Esgrima               | Espada individual masculino        | 21 de julio |
| Medalla de plata  | José María Larocca Matías Albarracín Ramiro Quintana Luis Birabén                                                          | Equitación            | Salto por equipos                  | 23 de julio |
| Medalla de plata  | Selección femenina de hockey sobre césped de Argentina                                                                     | Hockey sobre césped   | Torneo femenino                    | 24 de julio |
| Medalla de plata  | Selección femenina de balonmano de Argentina                                                                               | Handball              | Torneo femenino                    | 24 de julio |
| Medalla de plata  | María José Vargas Parada                                                                                                   | Raquetbol             | Individual femenino                | 24 de julio |
| Medalla de plata  | María José Vargas Parada Veronique Guillemette                                                                             | Raquetbol             | Dobles femenino                    | 24 de julio |
| Medalla de plata  | Dayana Sánchez | Boxeo                 | Peso ligero femenino               | 25 de julio |
| Medalla de plata  | Selección de balonmano de Argentina                                                                                        | Handball              | Torneo masculino                   | 25 de julio |
| Medalla de bronce | Sabrina Ameghino María Magdalena Garro Alexandra Keresztesi Brenda Rojas                                                   | Canotaje              | K4 500 m                           | 11 de julio |
| Medalla de bronce | Mariana Díaz | Ciclismo              | BMX femenino                       | 11 de julio |
| Medalla de bronce | Daniel Dal Bo Juan Ignacio Cáceres Gonzalo Carreras Pablo de Torres                                                        | Canotaje              | K4 1000 m                          | 12 de julio |
| Medalla de bronce | Fernando González | Judo                  | -66 kg                             | 12 de julio |
| Medalla de bronce | Joaquín Iwan Francisco Esteras Iván Carino Agustín Díaz                                                                    | Remo                  | 4 remos                            | 13 de julio |
| Medalla de bronce | Sabrina Ameghino | Canotaje              | K1 200 m                           | 14 de julio |
| Medalla de bronce | Héctor Campos | Judo                  | -100 kg                            | 14 de julio |
| Medalla de bronce | Cristian Rosso Osvaldo Suárez Rodrigo Murillo Brian Rosso                                                                  | Remo                  | 4 pares de remos                   | 14 de julio |
| Medalla de bronce | Brian Rosso | Remo                  | Un par de remos cortos             | 15 de julio |
| Medalla de bronce | Lucía Palermo | Remo                  | Un par de remos cortos peso ligero | 15 de julio |
| Medalla de bronce | Laura Abalo Karina Wilvers Milka Kraljev María Clara Rohner                                                                | Remo                  | 4 pares de remos cortos            | 15 de julio |
| Medalla de bronce | Rodrigo Pezzota Robertino Pezzota Leandro Romiglio                                                                         | Squash                | Competencia por equipos masculino  | 16 de julio |
| Medalla de bronce | María Irigoyen Paula Ormaechea                                                                                             | Tenis                 | Dobles femenino                    | 16 de julio |
| Medalla de bronce | Luz Vázquez | Lucha                 | 69 kg                              | 17 de julio |
| Medalla de bronce | Mariano Reutemann | Vela                  | RSX                                | 18 de Julio |
| Medalla de bronce | Selección de sóftbol de Argentina                                                                                          | Sóftbol               | Torneo masculino                   | 18 de julio |
| Medalla de bronce | Lucas Rossi Sebastián Rossi                                                                                                | Canotaje              | C-2                                | 19 de julio |
| Medalla de bronce | Tomás Cocha Delfina Acosta Manuela Carbajo Re Alejandro Tosti                                                              | Golf                  | Equipo mixto                       | 19 de julio |
| Medalla de bronce | Lucas Guzmán | Taekwondo             | 58 kg                              | 19 de julio |
| Medalla de bronce | Ricardo Bustamante | Esgrima               | Sable individual masculino         | 20 de julio |
| Medalla de bronce | María Belén Pérez Maurice                                                                                                  | Esgrima               | Sable individual femenino          | 20 de julio |
| Medalla de bronce | Germán Lauro | Atletismo             | Lanzamiento de bala                | 21 de julio |
| Medalla de bronce | Lucía Pérez | Boxeo                 | Peso medio femenino                | 21 de julio |
| Medalla de bronce | Alexis Arnoldt | Taekwondo             | 67 kg                              | 21 de julio |
| Medalla de bronce | Javier Julio | Esquí acuático        | Concurso completo masculino        | 22 de julio |
| Medalla de bronce | Alberto Palmetta | Boxeo                 | Peso wélter masculino              | 23 de julio |
| Medalla de bronce | Ricardo Bustamante Stefano Lucchetti Pascual Di Tella                                                                      | Esgrima               | Sable por equipos masculino        | 23 de julio |
| Medalla de bronce | Javier Julio | Esquí acuático        | Eslalon masculino                  | 23 de julio |
| Medalla de bronce | Javier Julio | Esquí acuático        | Figuras masculino                  | 23 de julio |
| Medalla de bronce | Franco Icasati | Karate                | 75 kg                              | 24 de julio |
| Medalla de bronce | Mariano Mastromarino | Atletismo             | Maratón                            | 25 de julio |

## Atletismo

### Masculino
Eventos de pista
| Evento               | Atletas        | Preliminar | Preliminar | Semifinal | Semifinal | Final    | Final             |
| Evento               | Atletas        | Tiempo     | Posición   | Tiempo    | Posición  | Tiempo   | Posición          |
| -------------------- | -------------- | ---------- | ---------- | --------- | --------- | -------- | ----------------- |
| Federico Bruno       | 1500 m         | n/a        | n/a        | n/a       | n/a       | 3:42.88  | 6                 |
| Federico Bruno       | 5000 m         | n/a        | n/a        | n/a       | n/a       | abandonó | abandonó          |
| Juan Manuel Cano     | 20 km caminata | n/a        | n/a        | n/a       | n/a       | 1:29:06  | 8                 |
| Mariano Mastromarino | Maratón        | n/a        | n/a        | n/a       | n/a       | 2:17:45  | Medalla de bronce |

Eventos de campo
| Evento              | Atletas                 | Clasificación | Clasificación | Final     | Final             |
| Evento              | Atletas                 | Resultado     | Posición      | Resultado | Posición          |
| ------------------- | ----------------------- | ------------- | ------------- | --------- | ----------------- |
| Germán Chiaraviglio | Salto con garrocha      |               |               | 5.75      | Medalla de plata  |
| Germán Lauro        | Lanzamiento de bala     |               |               | 20.24     | Medalla de bronce |
| Braian Toledo       | Lanzamiento de javalina |               |               | 77.68     | 4                 |

### Femenino
Eventos de pista
| Evento        | Atletas  | Clasificación | Clasificación | Final     | Final    |
| Evento        | Atletas  | Resultado     | Posición      | Resultado | Posición |
| ------------- | -------- | ------------- | ------------- | --------- | -------- |
| Rosa Godoy    | 10.000 m |               |               | 33:29.41  | 9        |
| Belén Casetta | 3.000 m  |               |               | 10:24.54  | 7        |

Eventos de campo
| Evento               | Atletas                 | Clasificación | Clasificación | Final     | Final    |
| Evento               | Atletas                 | Resultado     | Posición      | Resultado | Posición |
| -------------------- | ----------------------- | ------------- | ------------- | --------- | -------- |
| Valeria Chiaraviglio | Salto con garrocha      |               |               | 4.15      | 9        |
| Jennifer Dahlgren    | Lanzamiento de martillo |               |               | 65.33     | 7        |
| Bárbara Comba        | Lanzamiento de disco    |               |               | 55.80     | 8        |

## Básquetbol

### Torneo masculino
| - Facundo Campazzo - Luca Vildoza - Nicolás Richotti - Nicolás Laprovittola | - Nicolás Brussino - Marcos Mata - Pablo Aníbal Espinoza - Patricio Garino | - Franco Giorgetti - Matías Bortolín - Marcos Delía - Tayavek Gallizi - Juan Manuel Torres |

| Equipo                     | Pts | J | V | D | PF  | PC  | Dif |
| -------------------------- | --- | - | - | - | --- | --- | --- |
| Canadá (CAN)               | 6   | 3 | 3 | 0 | 289 | 247 | +42 |
| República Dominicana (DOM) | 4   | 3 | 2 | 2 | 253 | 194 | -2  |
| Argentina (ARG)            | 4   | 3 | 1 | 2 | 247 | 238 | +3  |
| México (MEX)               | 4   | 3 | 1 | 2 | 232 | 275 | -43 |

| 21 de julio | México                                             | 83–79                                              | Argentina                                          |                                       |  |
| 13:30       | Parciales: 16–12, 15–27, 10–22, 12–25 (T.E.: 10–9) | Parciales: 16–12, 15–27, 10–22, 12–25 (T.E.: 10–9) | Parciales: 16–12, 15–27, 10–22, 12–25 (T.E.: 10–9) |                                       |  |
|             | Estadísticas Hernández 19 Gutiérrez 14 Cruz 2      | Reporte Pts Reb Asts                               | Estadísticas Laprovíttola 21 Delía 10 Campazzo 5   | Pabellón: Maple Leaf Gardens, Toronto |  |

| 22 de julio | Argentina                                       | 83–88                                 | Canadá                                             |                                       |  |
| 18:00       | Parciales: 24–24, 26–20, 16–15, 17–29           | Parciales: 24–24, 26–20, 16–15, 17–29 | Parciales: 24–24, 26–20, 16–15, 17–29              |                                       |  |
|             | Estadísticas Campazzo 23 Delía 5 Laprovíttola 7 | Reporte Pts Reb Asts                  | Estadísticas Nicholson 24 Nicholson 12 Cadougano 4 | Pabellón: Maple Leaf Gardens, Toronto |  |

| 22 de julio | República Dominicana                       | 70–80                                 | Argentina                                       |                                       |  |
| 10:30       | Parciales: 18–18, 14–26, 20–10, 18–26      | Parciales: 18–18, 14–26, 20–10, 18–26 | Parciales: 18–18, 14–26, 20–10, 18–26           |                                       |  |
|             | Estadísticas Stokley 19 Santana 9 Acosta 6 | Reporte Pts Reb Asts                  | Estadísticas Brussino 21 Delía 8 Laprovíttola 8 | Pabellón: Maple Leaf Gardens, Toronto |  |

| 22 de julio | Puerto Rico                              | 80–105                                | Argentina                                                |                                       |  |
| 10:30       | Parciales: 21–22, 18–20, 24–32, 22–31    | Parciales: 21–22, 18–20, 24–32, 22–31 | Parciales: 21–22, 18–20, 24–32, 22–31                    |                                       |  |
|             | Estadísticas Jesus 12 Clavell 7 Browne 5 | Reporte Pts Reb Asts                  | Estadísticas Campazzo 17 Delía 8 Laprovíttola Campazzo 4 | Pabellón: Maple Leaf Gardens, Toronto |  |

- Posición final : 5 lugar

### Torneo femenino
| - Rosset Macarena - Santana Ornella - Reggiardo Paula | - Cabrera Diana - Boquete Andrea - Fiorotto Celia - Burani Agostina | - Melisa Gretter - Pavón Sandra - González Debora - Sthefany Thomas Díaz - Gisela Vega |

| Equipo          | Pts | J | V | D | PF  | PC  | Dif |
| --------------- | --- | - | - | - | --- | --- | --- |
| Canadá (CAN)    | 6   | 3 | 3 | 0 | 245 | 164 | +81 |
| Cuba (CUB)      | 5   | 3 | 2 | 2 | 209 | 188 | +21 |
| Argentina (ARG) | 4   | 3 | 1 | 2 | 200 | 209 | -9  |
| Venezuela (MEX) | 3   | 3 | 0 | 3 | 168 | 261 | -93 |

- Posición final 5 lugar

## Balonmano

### Torneo masculino
| Equipo | Evento           | Fase de grupos   | Fase de grupos        | Fase de grupos    | Semifinales         | Final                |
| Equipo | Evento           | Partido 1        | Partido 2             | Partido 3         | Semifinales         | Final                |
| Equipo | Evento           | Rival Resultado  | Rival Resultado       | Rival Resultado   | Rival Resultado     | Rival Resultado      |
| --- | ---------------- | ---------------- | --------------------- | ----------------- | ------------------- | -------------------- |
| - Gonzalo Carou - Federico Fernández - Matías Schulz - Juan Pablo Fernández - Fernando Gabriel García - Damián Migueles - Federico Pizarro - Leonardo Querín - Pablo Sebastián Portela - Adrián Portela - Pablo Simonet - Diego Simonet - Sebastián Simonet - Sergio Crevatin - Federico Vieyra | Torneo masculino | Cuba · G 35 - 18 | Puerto Rico G 36 - 19 | Chile · G 38 - 23 | Uruguay · G 26 - 25 | Brasil · P 27 - 29 · |

## Bolos
Argentina clasificó 4 jugadores, dos para el torneo masculino individual y dobles y dos para el torneo y dobles individuales femenino.
| Atleta             | Evento    | Calificación   | Calificación   | Calificación   | Calificación   | Calificación   | Calificación   | Calificación    | Calificación    | Calificación    | Calificación    | Calificación    | Calificación    | Calificación | Calificación | Calificación | Ronda de 16                 | cuartos de finales          | Semifinales                 | Final                       | Final     |
| Atleta             | Evento    | Bloque 1 (1–6) | Bloque 1 (1–6) | Bloque 1 (1–6) | Bloque 1 (1–6) | Bloque 1 (1–6) | Bloque 1 (1–6) | Bloque 2 (7–12) | Bloque 2 (7–12) | Bloque 2 (7–12) | Bloque 2 (7–12) | Bloque 2 (7–12) | Bloque 2 (7–12) | Total        | Puntuación   | Posición     | Ronda de 16                 | cuartos de finales          | Semifinales                 | Final                       | Final     |
| Atleta             | Evento    | 1              | 2              | 3              | 4              | 5              | 6              | 7               | 8               | 9               | 10              | 11              | 12              | Total        | Puntuación   | Posición     | puntuación del contrincante | puntuación del contrincante | puntuación del contrincante | puntuación del contrincante | Rank      |
| ------------------ | --------- | -------------- | -------------- | -------------- | -------------- | -------------- | -------------- | --------------- | --------------- | --------------- | --------------- | --------------- | --------------- | ------------ | ------------ | ------------ | --------------------------- | --------------------------- | --------------------------- | --------------------------- | --------- |
| Ricardo Dalla Rosa | Masculino | 214            | 225            | 231            | 163            | 160            | 146            | 229             | 199             | 222             | 170             | 174             | 161             | 2294         | 191.2        | 21°          | No avanza                   | No avanza                   | No avanza                   | No avanza                   | No avanza |
| Rubén Favero       | Masculino | 187            | 232            | 166            | 190            | 156            | 180            | 194             | 203             | 193             | 148             | 178             | 222             | 2249         | 187.4        | 25°          | No avanza                   | No avanza                   | No avanza                   | No avanza                   | No avanza |
| María Lanzavecchia | Femenino  | 223            | 223            | 192            | 183            | 226            | 165            | 192             | 170             | 167             | 196             | 152             | 184             | 2273         | 189.4        | 23°          | No avanza                   | No avanza                   | No avanza                   | No avanza                   | No avanza |
| Vanesa Rinke       | Femenino  | 195            | 166            | 161            | 246            | 212            | 225            | 148             | 212             | 191             | 269             | 211             | 202             | 2438         | 203.2        | 9°           | No avanza                   | No avanza                   | No avanza                   | No avanza                   | No avanza |

Parejas
| Atleta                          | Evento    | Bloque 1 (1–6) | Bloque 1 (1–6) | Bloque 1 (1–6) | Bloque 1 (1–6) | Bloque 1 (1–6) | Bloque 1 (1–6) | Bloque 1 (1–6) | Bloque 1 (1–6) | Bloque 2 (7–12) | Bloque 2 (7–12) | Bloque 2 (7–12) | Bloque 2 (7–12) | Bloque 2 (7–12) | Bloque 2 (7–12) | Bloque 2 (7–12) | Bloque 2 (7–12) | Total | Final |
| Atleta                          | Evento    | 1              | 2              | 3              | 4              | 5              | 6              | Total          | Average        | 7               | 8               | 9               | 10              | 11              | 12              | Total           | Average         | Total | Final |
| ------------------------------- | --------- | -------------- | -------------- | -------------- | -------------- | -------------- | -------------- | -------------- | -------------- | --------------- | --------------- | --------------- | --------------- | --------------- | --------------- | --------------- | --------------- | ----- | ----- |
| Ricardo Dalla Rosa Rubén Favero | Masculino | 203            | 234            | 202            | 156            | 167            | 172            | 1134           | 189.0          | 186             | 176             | 184             | 150             | 176             | 181             | 2187            | 182.3           | 4363  | 14    |
| Ricardo Dalla Rosa Rubén Favero | Masculino | 207            | 198            | 179            | 144            | 172            | 152            | 1052           | 175.3          | 204             | 133             | 214             | 152             | 217             | 204             | 2176            | 181.3           | 4363  | 14    |
| María Lanzavecchia Vanesa Rinke | Femenino  | 174            | 165            | 123            | 221            | 158            | 178            | 1019           | 169.8          | 201             | 204             | 159             | 235             | 173             | 253             | 2244            | 187.0           | 4646  | 7     |
| María Lanzavecchia Vanesa Rinke | Femenino  | 188            | 180            | 197            | 224            | 222            | 189            | 1200           | 200.0          | 218             | 192             | 158             | 217             | 234             | 183             | 2402            | 200.2           | 4646  | 7     |

## Canotaje

### Eslalon
Masculino
| Atleta(s)                   | Evento        | Preliminar | Preliminar | Preliminar | Preliminar | Preliminar  | Preliminar | Semifinal | Semifinal | Final  | Final             |
| Atleta(s)                   | Evento        | Carrera 1  | Posición   | Carrera 2  | Posición   | Mejor marca | Posición   | Tiempo    | Posición  | Tiempo | Posición          |
| --------------------------- | ------------- | ---------- | ---------- | ---------- | ---------- | ----------- | ---------- | --------- | --------- | ------ | ----------------- |
| Sebastián Rossi             | Masculino C-1 | 92.02      | 2nd        | 90.16      | 2°         | 90.16       | 2°         | 120.25    | 3rd       | 99.95  | 4°                |
| Sebastián Rossi Lucas Rossi | Masculino C-2 | 111.82     | 4°         | No empieza | No empieza | 111.82      | 4°         | 123.70    | 2°        | 124.81 | Medalla de bronce |
| Gerónimo Cortéz             | Masculino K-1 | 101.26     | 4°         | 98.79      | 4°         | 98.79       | 4°         | 97.77     | 4°        | 108.66 | 6°                |
| María Sol Cassini           | Femenino C-1  | 327.56     | 5°         | 319.81     | 4°         | 319.81      | 4°         | 221.33    | 4°        | 325.10 | 4°                |
| María Luz Cassini           | Femenino K-1  | 110.51     | 4°         | 220.90     | 5°         | 110.51      | 4°         | 142.77    | 4°        | 123.29 | 4°                |

### Velocidad
| Atletas                                                     | Evento     | Preliminar | Preliminar | Semifinales | Semifinales | Final     | Final             |
| Atletas                                                     | Evento     | Tiempo     | Posición   | Tiempo      | Posición    | Tiempo    | Posición          |
| ----------------------------------------------------------- | ---------- | ---------- | ---------- | ----------- | ----------- | --------- | ----------------- |
| Rubén Rézola                                                | K-1 200 m  | 36.289     | 1 CF       |             |             | 36.674    | 4                 |
| Daniel Dal Bo                                               | K-1 1000 m |            |            |             |             | 3:42.019  | Medalla de plata  |
| Rubén Rézola Ezequiel Di Giácomo                            | K-2 200 m  |            |            |             |             | 33.955    | Medalla de oro    |
| Pablo de Torres Gonzalo Carreras                            | K-2 1000 m |            |            |             |             | 3:27.240  | Medalla de plata  |
| Daniel Dal Bo Gonzalo Carreras Juan Cáceres Pablo de Torres | K-4 1000 m |            |            |             |             | 3:02.079  | Medalla de bronce |
| Facundo Pagiola                                             | C-1 200 m  | 46.315     | 5 SF       | 46.585      | 4           | No avanza | No avanza         |
| Facundo Pagiolia                                            | C-1 1000 m |            |            |             |             | 4:36.815  | 6                 |

Femenino
| Atleta                                                                   | Evento    | Preliminar | Preliminar | Semifinal | Semifinal | Final    | Final             |
| Atleta                                                                   | Evento    | Tiempo     | Posición   | Tiempo    | Posición  | Tiempo   | Posición          |
| ------------------------------------------------------------------------ | --------- | ---------- | ---------- | --------- | --------- | -------- | ----------------- |
| Sabrina Ameghino                                                         | K-1 200 m | 44.493     | 1 CF       | n/a       | n/a       | 44.759   | Medalla de bronce |
| Martina Isequilla                                                        | K-1 500 m | 2:00.098   | 3 CF       | n/a       | n/a       | 2:11.145 | 5°                |
| Sabrina Ameghino Alexandra Keresztesi                                    | K-2 500 m | n/a        | n/a        | n/a       | n/a       | 1:49.485 | Medalla de plata  |
| Sabrina Ameghino Alexandra Keresztesi María Magdalena Garro Brenda Rojas | k-4 500 m | n/a        | n/a        | n/a       | n/a       | 1:37.721 | Medalla de bronce |

Leyenda: QF = Calificada para final; QS = Calificada para semifinal

## Ciclismo

### BMX
| Atleta                   | Evento    | Cabeza de serie | Cabeza de serie | Cuartos de final | Cuartos de final | Cuartos de final | Cuartos de final | Cuartos de final | Cuartos de final | Cuartos de final | Semifinal | Semifinal | Final     | Final     |
| Atleta                   | Evento    | Cabeza de serie | Cabeza de serie | Carrera 1        | Carrera 1        | Carrera 2        | Carrera 2        | Carrera 3        | Carrera 3        | Calificación     | Semifinal | Semifinal | Final     | Final     |
| Atleta                   | Evento    | Tiempo          | Puntuación      | Tiempo           | Puntuación       | Tiempo           | Puntuación       | Tiempo           | Puntuación       | Puntuación       | Tiempo    | Posición  | Tiempo    | Posición  |
| ------------------------ | --------- | --------------- | --------------- | ---------------- | ---------------- | ---------------- | ---------------- | ---------------- | ---------------- | ---------------- | --------- | --------- | --------- | --------- |
| Ramiro Marino Carlomagno | Masculino | 37.023          | 4               | 37.331           | 1                | 37.699           | 2                | 38.626           | 3                | 6 C              | 37.864    | 5         | No avanza | No avanza |
| Gonzalo Molina           | Masculino | 36.944          | 3               | 37.557           | 3                | 37.633           | 2                | 37.037           | 3                | 8 Q              | 37.350    | 2 Q       | 40.574    | 6°        |

Mujeres
| Atleta              | Evento | Cabeza de serie | Cabeza de serie | Semifinal | Semifinal  | Semifinal | Semifinal  | Semifinal | Semifinal  | Semifinal    | Final  | Final             |
| Atleta              | Evento | Cabeza de serie | Cabeza de serie | Carrera 1 | Carrera 1  | Carrera 2 | Carrera 2  | Carrera 3 | Carrera 3  | Calificación | Final  | Final             |
| Atleta              | Evento | Tiempo          | Puntuación      | Tiempo    | Puntuación | Time      | Puntuación | Tiempo    | Puntuación | Puntuación   | Tiempo | Posición          |
| ------------------- | ------ | --------------- | --------------- | --------- | ---------- | --------- | ---------- | --------- | ---------- | ------------ | ------ | ----------------- |
| María Gabriela Díaz | BMX    | 41.966          | 4th             | 41.589    | 2          | 41.067    | 2          | 41.498    | 2          | 6 Q          | 50.145 | 5°                |
| Mariana Díaz        | BMX    | 42.100          | 5°              | 42.104    | 3          | 41.746    | 3          | 42.864    | 4          | 10 Q         | 42.611 | Medalla de bronce |

### Ciclismo de montaña (Todoterreno masculino)
| Atleta                    | Evento                | Tiempo              | Posición            |
| ------------------------- | --------------------- | ------------------- | ------------------- |
| Luciano Caraccioli        | vehículo todo terreno | 1:39:26             | 11°                 |
| Catriel Soto              | vehículo todo terreno | 1:32:04             | Medalla de plata    |
| Agustina Apaza            | vehículo todo terreno | No llega a la final | No llega a la final |
| Noelia Rodríguez Margaria | vehículo todo terreno | No llega            | No llega            |

### Ciclismo de Pista
Keirin
| Atleta           | Evento    | 1 ronda  | Final    |
| Atleta           | Evento    | Posición | Posición |
| ---------------- | --------- | -------- | -------- |
| Leandro Bottasso | Masculino | 3°       | 4°       |
| Deborah Coronel  | Femenino  | 5°       | 9°       |

Pista
| Athlete          | Evento    | Calification | Calification | Ronda de 16                         | Repechage 1                                                       | Cuartos de finales      | Semifinal               | Final                   | Final     |
| Athlete          | Evento    | Tiempo       | Posición     | Tiempo del contrincante             | Tiempo del contrincante                                           | Tiempo del contrincante | Tiempo del contrincante | Tiempo del contrincante | Posición  |
| ---------------- | --------- | ------------ | ------------ | ----------------------------------- | ----------------------------------------------------------------- | ----------------------- | ----------------------- | ----------------------- | --------- |
| Leandro Bottasso | Masculino | 10.373       | 11°          | Colombia F Puerta Zapata · P 10.795 | Brasil F Fonseca Da Silva · Colombia S Ramírez Morales · P 10.675 | no avanza               | no avanza               | no avanza               | no avanza |
| Deborah Coronel  | Femenino  | 12.318       | 11°          | Canadá K O'Brien · P 11.887         | MéxicoF Fong · GuatemalaM Jiménez Galicia · P 12.004              | no avanza               | no avanza               | no avanza               | no avanza |

Omnium
| Atleta              | Evento    | Scratch race | Persecución Individual | Persecución Individual | Eliminación | Tiempo   | Tiempo     | Flying lap | Flying lap | Puntuación total | Puntuación total | Puntuación total | Posición |
| Atleta              | Evento    | Puntuación   | Tiempo                 | Puntuación             | Puntuación  | Tiempo   | Puntuación | Puntuación | Puntuación | Puntuación       | Posición         | Puntuación total | Posición |
| ------------------- | --------- | ------------ | ---------------------- | ---------------------- | ----------- | -------- | ---------- | ---------- | ---------- | ---------------- | ---------------- | ---------------- | -------- |
| Maximiliano Richeze | Masculino | 36           | 4:34.279               | 32                     | 26          | 1:04.882 | 38         | 13.687     | 34         | 35               | 35               | 201              | 4°       |
| Irma Greve          | Femenino  | 40           | 3:41.534               | 34                     | 28          | 36.991   | 34         | 14.835     | 32         | 22               | 22               | 190              | 4°       |

Persecución por equipos
| Maximiliano Richeze Mauro Richeze Mauro Agostini Walter Pérez Adrián Richeze | ciclismo de pista | 4:07.092 | 2° | Canadá · G 4:08.084 | 1°  | Canadá · P 4:05.429 | Medalla de plata |           |           |
| Leandro Bottasso Maximiliano Richeze Mauro Agostini                          | Masculino         | 48.861   | 7° | n/a                 | n/a | No avanza           | No avanza        | No avanza | No avanza |
| Deborah Coronel Irma Greve                                                   | Femenino          | 36.921   | 6° | n/a                 | n/a | No avanza           | No avanza        | No avanza | No avanza |

## Equitación
Doma clásica
| Hugo Lopardo Grana                                               | Tyra             | Individual | 63.200  | 31°  | 62.980  | 30th | No avanza | No avanza | No avanza | No avanza |
| Micaela Mabragana                                                | Granada          | Individual | 67.220  | 20th | 65.667  | 25°  | No avanza | No avanza | No avanza | No avanza |
| María Manfredi                                                   | Bandurria Kacero | Individual | 68.658  | 17°  | 69.369  | 13°  | 70.725    | 13°       |           |           |
| María Ugalde                                                     | Caquel Cautivo   | Individual | 60.632  | 40°  | 61.421  | 40°  | No avanza | No avanza | No avanza | No avanza |
| Hugo Lopardo Grana Micaela Mabragana María Manfredi María Ugalde | Véase más arriba | Por equipo | 202.078 | 5°   | 201.016 | °    | N/a       | N/a       |           |           |

Concurso completo
| Juan Gallo                                              | Remonta Nunhil | Individual | 70.50  | 40° | 27.60     | 25°       | 8.00      | 25°       | 106.10    | 27        |           |           |
| José Ortelli                                            | Jos Cassius    | Individual | 54.30  | 16° | Eliminado | Eliminado | Eliminado | Eliminado | Eliminado | Eliminado | Eliminado | Eliminado |
| Marcelo Rawson                                          | Larthago       | Individual | 56.40  | 18° | Eliminado | Eliminado | Eliminado | Eliminado | Eliminado | Eliminado | Eliminado | Eliminado |
| Luciano Brunello                                        | Ereván         | Individual | 65.30  | 35° | 16.00     | 22°       | 4.00      | 19°       | 85.30     | 20°       |           |           |
| Juan Gallo José Ortelli Marcelo Rawson Luciano Brunello | Ver más arriba | Por equipo | 176.00 | 7°  | 1043.60   | 9°        | 12.00     | 8°        | 1191.40   | 9°        |           |           |

Salto  ecuestre
Individual
| Atleta             | Caballo       | Evento     | Ronda calificatoria | Ronda calificatoria | Ronda calificatoria | Ronda calificatoria | Ronda calificatoria | Ronda calificatoria | Ronda calificatoria | Ronda calificatoria | Final        | Final     | Final        | Final     | Final        | Final     |
| Atleta             | Caballo       | Evento     | Ronda 1             | Ronda 1             | Ronda 2             | Ronda 2             | Ronda 2             | Ronda 3             | Ronda 3             | Ronda 3             | Ronda A      | Ronda A   | Ronda B      | Ronda B   | Total        | Total     |
| Atleta             | Caballo       | Evento     | Penalización        | Posición            | Penalización        | Total               | Posición            | Penalización        | Total               | Posición            | Penalización | Posición  | Penalización | Posición  | Penalización | Posición  |
| ------------------ | ------------- | ---------- | ------------------- | ------------------- | ------------------- | ------------------- | ------------------- | ------------------- | ------------------- | ------------------- | ------------ | --------- | ------------ | --------- | ------------ | --------- |
| José María Larocca | Cornet Du Lys | Individual | 1                   | 31st                | 1                   | 2                   | 4°                  | 1                   | 3                   | 3°                  | 0            | 1°        | 4            | 8°        | 4            | 4°        |
| Ramiro Quintana    | Whitney       | Individual | 4                   | 33°                 | 5                   | 9                   | 20°                 | 0                   | 9                   | 21°                 | No avanza    | No avanza | No avanza    | No avanza | No avanza    | No avanza |
| Luis Birabén       | Abunola       | Individual | 0                   | 1°                  | 0                   | 0                   | 1°                  | 5                   | 5                   | 4°                  | 4            | 4°        | 0            | 1°        | 4            | 7°        |
| Matías Albarracín  | Cannavaro 9   | Individual | 0                   | 1°                  | 1                   | 1                   | 4°                  | 6                   | 7                   | 18°                 | 4            | 4°        | 1            | 7°        | 5            | 8°        |

Equipo
| José María Larocca Ramiro Quintana Luis Birabén Matías Albarracín | Ver más arriba | Por equipo | 1 | 6° | 2 | 2° | 6 | 3° | 8 | Medalla de plata |

## Fútbol

### Femenino
| - Elisabeth Minnig - Gabriela Garton - Agustina Barroso - Nerina García - Noelia Espíndola - Florencia Quiñones - Cecilia Ghigo - Yael Oviedo - Vanesa Santana - Mariana Larroquette - Florencia Bonsegundo - Soledad Jaimes - Carmen Brusca - Adriana Sachs - Camila Gómez Ares - Karen Vénica - Fabiana Vallejos (c) - Belén Potassa | Torneo femenino | Trinidad y Tobago E 2 - 2 | México · P 1 - 3 | Colombia · P 0 - 2 | No clasificó | No clasificó | No clasificó | No clasificó | No clasificó | No clasificó | No clasificó |

## Gimnasia

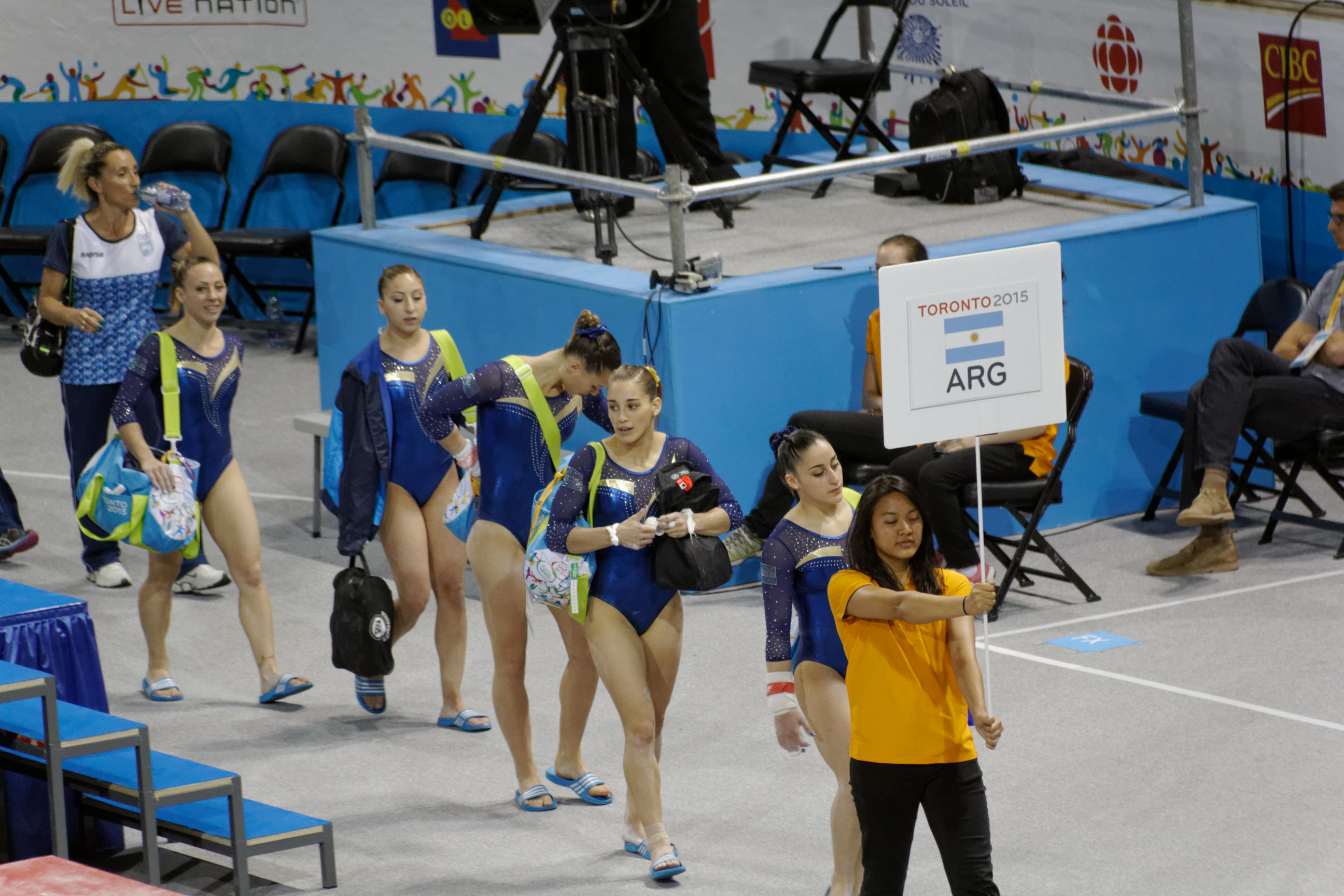
Gimnastas argentinas ingresando al Ricoh Coliseum.

Argentina clasificó a doce gimnastas: ocho en gimnasia artística, dos en gimnasia rítmica y dos en trampolín.

### Gimnasia artística

#### Masculino
| Atleta                  | Evento      | Aparato | Aparato | Aparato | Aparato | Aparato | Aparato | Calificación | Calificación | Final   | Final |
| Atleta                  | Evento      | F       | PH      | R       | V       | PB      | HB      | F            | PH           | R       | V     |
| ----------------------- | ----------- | ------- | ------- | ------- | ------- | ------- | ------- | ------------ | ------------ | ------- | ----- |
| Nicolás Córdoba         | Individual  | 13.800  | 12.950  | 12.950  | 13.450  | 13.550  | 14.100  | 80.800       | 14°          | n/a     | n/a   |
| Osvaldo Martínez Erazun | Individual  | 13.450  | 11.650  | 12.500  | 13.550  | 14.550  | 13.850  | 79.550       | 16°          | n/a     | n/a   |
| Federico Molinari       | Individual  | 13.500  | 11.100  | 15.150  | 14.350  | 13.200  | 12.800  | 80.100       | 15°          | n/a     | n/a   |
| Total                   | Por equipos | 40.750  | 35.700  | 40.600  | 41.350  | 41.300  | 40.750  | n/a          | n/a          | 240.450 | 8°    |

Finales individuales
| Atleta            | Evento  | Final | Final | Final        | Final  | Final         | Final          | Final  | Final |
| Atleta            | Evento  | Vault | Floor | Pommel horse | Rings  | Parallel bars | Horizontal bar | Total  | Rank  |
| ----------------- | ------- | ----- | ----- | ------------ | ------ | ------------- | -------------- | ------ | ----- |
| Federico Molinari | Anillas | n/a   | n/a   | n/a          | 15.200 | n/a           | n/a            | 15.200 | 5th   |

Individual
| Gimnasta            | Evento     | Clasificación | Clasificación | Clasificación | Clasificación | Clasificación | Clasificación | Final   | Final    |
| Gimnasta            | Evento     | Aro           | Pelota        | Mazas         | Cinta         | Total         | Posición      | Total   | Posición |
| ------------------- | ---------- | ------------- | ------------- | ------------- | ------------- | ------------- | ------------- | ------- | -------- |
| Camila Ambrosio     | Individual | n/a           | 13.600        | 12.000        | 12.400        | 38.000        | 34°           | n/a     | n/a      |
| Merlina Galera      | Individual | 11.700        | 13.300        | n/a           | 12.450        | 37.450        | 38°           | n/a     | n/a      |
| María Belén Stoffel | Individual | 11.600        | n/a           | 12.000        | n/a           | 23.600        | 52°           | n/a     | n/a      |
| Ayelén Tarabini     | Individual | 13.800        | 13.300        | 12.300        | 12.200        | 51.600        | 13°           | n/a     | n/a      |
| Ailen Valente       | Individual | 13.150        | 13.750        | 12.000        | 11.750        | 50.650        | 19°           | n/a     | n/a      |
| Total               | Por equipo | 38.650        | 40.650        | 36.300        | 37.050        | n/a           | n/a           | 152.650 | 8°       |

### Gimnasia en trampolín
| Athlete      | Evento    | Clasificación | Clasificación | Final   | Final    |
| Athlete      | Evento    | Puntaje       | Posición      | Puntaje | Posición |
| ------------ | --------- | ------------- | ------------- | ------- | -------- |
| Lucas Adorno | Masculino |               |               |         |          |
|              | Femenino  |               |               |         |          |

## Hockey sobre césped

### Torneo masculino
| Equipo | Fase de grupos             | Fase de grupos         | Fase de grupos  | Semifinales                         | Final              |
| Equipo | Partido 1                  | Partido 2              | Partido 3       | Semifinales                         | Final              |
| Equipo | Rival Resultado            | Rival Resultado        | Rival Resultado | Rival Resultado                     | Rival Resultado    |
| --- | -------------------------- | ---------------------- | --------------- | ----------------------------------- | ------------------ |
| - Juan Manuel Vivaldi - Joaquín Berthold - Gonzalo Peillat - Manuel Brunet - Pedro Ibarra - Juan Martín López - Agustín Mazzilli - Matías Enrique Paredes - Joaquín Menini - Lucas Rossi - Lucas Vila - Nicolás Della Torre - Ignacio Ortiz - Juan Ignacio Gilardi - Isidoro Ibarra - Facundo Callioni - Pablo Trevisán | Trinidad y Tobago G 11 - 0 | Estados Unidos G 6 - 0 | Cuba · G 5 - 4  | México · G 12 - 0 · Chile · G 6 - 0 | Canadá · G 3 - 0 · |

## Karate

### Masculino
| Karatecas      | Evento          | Fase de grupos  | Fase de grupos  | Fase de grupos  | Semifinales     | Final           | Posición |
| Karatecas      | Evento          | Lucha 1         | Lucha 2         | Lucha 3         | Semifinales     | Final           | Posición |
| Karatecas      | Evento          | Rival Resultado | Rival Resultado | Rival Resultado | Rival Resultado | Rival Resultado | Posición |
| -------------- | --------------- | --------------- | --------------- | --------------- | --------------- | --------------- | -------- |
| Julián Pinzás  | -67kg masculino |                 |                 |                 |                 |                 |          |
| Franco Icasati | -75kg masculino |                 |                 |                 |                 |                 |          |
| Miguel Amargós | -84kg masculino |                 |                 |                 |                 |                 |          |
| Franco Recouso | +84kg masculino |                 |                 |                 |                 |                 |          |

### Femenino
| Karatecas     | Evento         | Fase de grupos  | Fase de grupos  | Fase de grupos  | Semifinales     | Final           | Posición |
| Karatecas     | Evento         | Lucha 1         | Lucha 2         | Lucha 3         | Semifinales     | Final           | Posición |
| Karatecas     | Evento         | Rival Resultado | Rival Resultado | Rival Resultado | Rival Resultado | Rival Resultado | Posición |
| ------------- | -------------- | --------------- | --------------- | --------------- | --------------- | --------------- | -------- |
| Verónica Lugo | +68kg femenino |                 |                 |                 |                 |                 |          |

## Halterofilia
- Eventos masculinos - 1 plaza
- Eventos femeninos - 1 plaza

## Natación sincronizada
| Nadadoras                  | Evento                  | Rutina técnica | Rutina técnica | Rutina libre (Final) | Rutina libre (Final) | Rutina libre (Final) | Rutina libre (Final) |
| Nadadoras                  | Evento                  | Puntos         | Posición       | Puntos               | Posición             | Puntos totales       | Posición             |
| -------------------------- | ----------------------- | -------------- | -------------- | -------------------- | -------------------- | -------------------- | -------------------- |
| Etel Sánchez Sofía Sánchez | Competencia por dúos    |                |                |                      |                      |                      |                      |
|                            | Competencia por equipos |                |                |                      |                      |                      |                      |

## Patinaje

### Patín artístico
| Patinadores   | Evento           | Programa corto | Programa corto | Programa largo | Programa largo | Total   | Total          |
| Patinadores   | Evento           | Puntaje        | Posición       | Puntaje        | Posición       | Puntaje | Posición       |
| ------------- | ---------------- | -------------- | -------------- | -------------- | -------------- | ------- | -------------- |
| Aníbal Frare  | Prueba masculina | 129.10         | 2.º            | 121.60         | 4.º            | 493.90  | 4.º            |
| Giselle Soler | Prueba femenina  | 130.00         | 1.º            | 129.90         | 1.º            | 519.70  | Medalla de oro |

### Patín carrera
Hombres
| Patinadores        | Evento                   | Semifinales | Semifinales | Final Tiempo | Posición         |
| Patinadores        | Evento                   | Tiempo      | Posición    | Final Tiempo | Posición         |
| ------------------ | ------------------------ | ----------- | ----------- | ------------ | ---------------- |
| Ezequiel Eduardo   | 200 metros contrarreloj  |             |             | 16.989       | 5.º              |
| Ezequiel Capellano | 500 metros               | 39.025      | 2.º         | 40.909       | Medalla de plata |
| Ken Kuwada         | 10 000 metros por puntos |             |             | 6            | 5.º              |

Mujeres
| Patinadoras      | Evento                   | Semifinales | Semifinales | Final Tiempo/Puntos | Posición       |
| Patinadoras      | Evento                   | Time        | Rank        | Final Tiempo/Puntos | Posición       |
| ---------------- | ------------------------ | ----------- | ----------- | ------------------- | -------------- |
| Rocío Berbel Alt | 200 metros contrarreloj  |             |             | 18.315              | 4.º            |
| Rocío Berbel Alt | 500 metros               | 43.666      | 4.º         | No avanzó           | No avanzó      |
| Maira Arias      | 10 000 metros por puntos |             |             | 41                  | Medalla de oro |

## Pentatlón moderno
- Competencia masculina - 2 pentatletas
- Competencia femenina - 2 pentatletas

## Remo

### Masculino
- Single scull - 1 remero
- Doble scull - 1 dúo
- Cuádruple scull - 1 cuarteto
- Dos sin timonel - 1 dúo
- Cuatro sin timonel - 1 cuarteto
- Cuatro peso ligero sin timonel - 1 cuarteto

### Femenino
- Single scull - 1 remera
- Doble scull - 1 dúo
- Cuádruple scull - 1 cuarteto
- Dos sin timonel - 1 dúo
- Single scull peso ligero - 1 remera
- Dobles scull peso ligero - 1 dúo

## Rugby 7
- Torneo masculino - 1 equipo de 12 jugadores

## Softbol
- Torneo masculino - 1 equipo

## Squash

### Masculino
- Individual masculino - 3 jugadores
- Dobles masculino - 1 dupla
- Equipo masculino - 1 equipo

### Femenino
- Individual femenino - 3 jugadores
- Dobles femenino - 1 dupla
- Equipo femenino - 1 equipo

## Tiro
En tiro compitieron 17 deportistas.
Hombres
| Evento                 | Atleta              | Calificación | Calificación | Final      | Final            |
| Evento                 | Atleta              | Puntuación   | Posición     | Puntuación | Posición         |
| ---------------------- | ------------------- | ------------ | ------------ | ---------- | ---------------- |
| Sebastián Lobo         | 10 m pistola        | 555-06x      | 27°          | No avanza  | No avanza        |
| Daniel César Felizia   | 25 m pistola rápida | 551-10x      | 11th         | No avanza  | No avanza        |
| Juan Savarino          | 25 m pistola rápida | No avanza    | No avanza    | No avanza  | No avanza        |
| Sebastián Lobo         | 50 m pistola        | 515-07x      | 23°          | No avanza  | No avanza        |
| Valentín Cabrera       | 10 m rifle          | 618.5        | 2°           | 79.4       | 8°               |
| Marcelo Zoccali Albizu | 10 m rifle          | No avanza    | No avanza    | No avanza  | No avanza        |
| Ángel Velarte          | 50 m rifle          | 619.3        | 6th          | 162.9      | 4°               |
| Juan Angeloni          | 50 m rifle          | 616.7        | 10°          | No avanza  | No avanza        |
| Pablo Álvarez          | 50 m tres rifle     | 1135- 48x    | 15°          | No avanza  | No avanza        |
| Ángel Velarte          | 50 m tres rifle     | 1136- 35x    | 14°          | No avanza  | No avanza        |
| Carlos Ballettini      | Trap                | 96           | 23rd         | No avanza  | No avanza        |
| Fernando Borello       | Trap                | 114          | 4°           | 10         | Medalla de plata |
| Fernando Gazzotti      | Skeet               | 44           | 23°          | No avanza  | No avanza        |
| Federico Gil           | Skeet               | 121          | 1°           | 12         | 5°               |

## Tiro con arco
Hombres
| Atletas         | Evento     | Fase de clasificación | Fase de clasificación | Ronda de 32                 | Ronda de 16       | Cuartos de final | Semifinales      | Final / BM       | Rank      |
| Atletas         | Evento     | Resultado             | Puesto                | Rival Resultados            | Rival Resultados  | Rival Resultados | Rival Resultados | Rival Resultados | Rank      |
| --------------- | ---------- | --------------------- | --------------------- | --------------------------- | ----------------- | ---------------- | ---------------- | ---------------- | --------- |
| Daniel Cannelli | Individual | 611                   | 30.º                  | Brady Ellison P 2-6         | No avanzó         | No avanzó        | No avanzó        | No avanzó        | No avanzó |
| Hugo Robles     | Individual | 642                   | 17.º                  | Andrés Aguilar Gimpel G 6-5 | Zach Garret P 2-6 | No avanzó        | No avanzó        | No avanzó        | No avanzó |

Mujeres
| Atletas                                                     | Evento                  | Fase de clasificación | Fase de clasificación | Ronda de 32                     | Ronda de 16      | Cuartos de final | Semifinales      | Final / BM       | Rank            |
| Atletas                                                     | Evento                  | Resultado             | Puesto                | Rival Resultados                | Rival Resultados | Rival Resultados | Rival Resultados | Rival Resultados | Rank            |
| ----------------------------------------------------------- | ----------------------- | --------------------- | --------------------- | ------------------------------- | ---------------- | ---------------- | ---------------- | ---------------- | --------------- |
| Fernanda Faisal                                             | Individual              | 565                   | 28.º                  | Natalia Sánchez P 0-6           | Did not advance  | Did not advance  | Did not advance  | Did not advance  | Did not advance |
| Florencia Leithold Juárez                                   | Individual              | 577                   | 27.º                  | Ariel Gibilaro P 4-6            | No avanzó        | No avanzó        | No avanzó        | No avanzó        | No avanzó       |
| Ximena Mendiberry                                           | Individual              | 600                   | 17.º                  | Maira Alejandra Sepulveda P 3-7 | No avanzó        | No avanzó        | No avanzó        | No avanzó        | No avanzó       |
| Fernanda Faisal Florencia Leithold Juárez Ximena Mendiberry | Competencia por equipos | 1742                  | 8.º                   |                                 | Chile · P 0-6    | No avanzó        | No avanzó        | No avanzó        | No avanzó       |

## Vela
Masculino
| Regatistas        | Evento | Regatas | Regatas | Regatas | Regatas | Regatas | Regatas | Regatas | Regatas | Regatas | Regatas | Regatas | Regatas | Regatas | Regatas    | Regatas    | Regatas    | Regatas | Puntos totales | Final Posición    |
| Regatistas        | Evento | 1       | 2       | 3       | 4       | 5       | 6       | 7       | 8       | 9       | 10      | 11      | 12      | 13      | 14         | 15         | 16         | M*      | Puntos totales | Final Posición    |
| ----------------- | ------ | ------- | ------- | ------- | ------- | ------- | ------- | ------- | ------- | ------- | ------- | ------- | ------- | ------- | ---------- | ---------- | ---------- | ------- | -------------- | ----------------- |
| Mariano Reutemann | RS:X   | (4)     | 1       | 3       | 4       | 4       | 3       | 3       | 3       | 3       | 1       | 3       | 1       | 2       | Canceladas | Canceladas | Canceladas | 2       | 33             | Medalla de bronce |
| Julio Alsogaray   | Laser  | 3       | (17)    | 3       | 7       | 5       | 13      | 6       | 6       | 8       | 10      | 1       | 6       |         |            |            |            | 2       | 70             | 6.º               |

Femenino
| Regatistas                         | Evento       | Regatas | Regatas | Regatas | Regatas | Regatas | Regatas | Regatas | Regatas | Regatas | Regatas | Regatas | Regatas | Regatas | Regatas    | Regatas    | Regatas    | Regatas | Puntos totales | Final Posición |
| Regatistas                         | Evento       | 1       | 2       | 3       | 4       | 5       | 6       | 7       | 8       | 9       | 10      | 11      | 12      | 13      | 14         | 15         | 16         | M*      | Puntos totales | Final Posición |
| ---------------------------------- | ------------ | ------- | ------- | ------- | ------- | ------- | ------- | ------- | ------- | ------- | ------- | ------- | ------- | ------- | ---------- | ---------- | ---------- | ------- | -------------- | -------------- |
| María Celia Tejerina Mackern       | RS:X         | 3       | 4       | (5)     | 3       | 5       | 5       | 4       | 4       | 3       | 5       | 2       | 4       | 4       | Canceladas | Canceladas | Canceladas | 8       | 54             | 4.º            |
| Lucía Falasca                      | Laser Radial | 5       | 1       | 11      | 5       | 5       | 8       | 11      | 4       | 1       | 3       | (15)    | 2       |         |            |            |            | 16      | 72             | 5.º            |
| Victoria Travascio María Sol Branz | 49erFX       | 1       | 1       | 2       | 4       | 2       | 1       | 1       | 2       | 2       | 1       | 3       | 3       | 1       | 1          | 3          | (5)        | 8       | 36             | Medalla de oro |

Abierta
| Regatistas                                                       | Evento    | Regata | Regata | Regata | Regata | Regata | Regata | Regata | Regata | Regata | Regata | Regata | Regata | Regata | Puntos totales | Final Posición   |
| Regatistas                                                       | Evento    | 1      | 2      | 3      | 4      | 5      | 6      | 7      | 8      | 9      | 10     | 11     | 12     | M*     | Puntos totales | Final Posición   |
| ---------------------------------------------------------------- | --------- | ------ | ------ | ------ | ------ | ------ | ------ | ------ | ------ | ------ | ------ | ------ | ------ | ------ | -------------- | ---------------- |
| Francisco Renna                                                  | Sunfish   | 3      | 4      | 6      | 8      | 4      | 1      | (9)    | 4      | 8      | 5      | 8      | 9      |        | 60             | 7.º              |
| Diego Lipszyc Luis Soubié                                        | Snipe     | 1      | (9)    | 2      | 3      | 5      | 2      | 3      | 2      | 5      | 3      | 3      | 8      |        | 38             | Medalla de plata |
| María Salerno Nicolás Fracchia Javier Conte                      | Lightning | 3      | 2      | 1      | 1      | 2      | 2      | 3      | 3      | 1      | (5)    | 1      | 2      | 4      | 25             | Medalla de oro   |
| Guillermo Bellinotto Federico Ambrus Matías Pereira Juan Pereyra | J/24      | 1      | 3      | (7)    | 1      | 1      | 2      | 1      | 1      | 4      | 1      | 3      | 3      | 6      | 27             | Medalla de oro   |

## Voleibol

### Voleibol de salón
Argentina clasificó dos equipo masculino para competir en estos juegos.

#### Masculino
Equipo
| - Sebastián Closter - Luciano De Cecco - Facundo Conte - Pablo Crer - Javier Filardi - Maximiliano Gauna | - José Luis González - Martín Ramos - Ezequiel Palacios - Sebastián Solé - Nicolás Uriarte - Luciano Zornetta |

Clasificación de la fase de grupos
| Pos | Equipo    | PJ | PG | PP | SF | SC | PTS |
| --- | --------- | -- | -- | -- | -- | -- | --- |
| 1   | Brasil    | 3  | 1  | 0  | 8  | 3  | 12  |
| 2   | Argentina | 3  | 2  | 1  | 6  | 4  | 9   |
| 3   | Cuba      | 3  | 1  | 2  | 7  | 5  | 9   |
| 4   | Colombia  | 3  | 0  | 3  | 0  | 9  | o   |

Fase de grupos
| Fecha       | Encuentro            | Resultado | Set   | Set   | Set   | Set   | Set | Puntuación total |
| Fecha       | Encuentro            | Resultado | 1     | 2     | 3     | 4     | 5   | Puntuación total |
| ----------- | -------------------- | --------- | ----- | ----- | ----- | ----- | --- | ---------------- |
| 17 de julio | Argentina - Cuba     | 3-1       | 25-20 | 25-15 | 23-15 | 25-18 |     | 98-75            |
| 19 de julio | Argentina - Colombia | 3-0       | 25-14 | 25-16 | 25-21 |       |     | 75 – 51          |
| 21 de julio | Argentina - Brasil   | 0-3       | 27-29 | 21-25 | 22-25 |       |     | 70 – 79          |

Cuartos de final
| Fecha       | Encuentro                  | Resultado | Set   | Set   | Set   | Set | Set | Puntuación total |
| Fecha       | Encuentro                  | Resultado | 1     | 2     | 3     | 4   | 5   | Puntuación total |
| ----------- | -------------------------- | --------- | ----- | ----- | ----- | --- | --- | ---------------- |
| 22 de julio | Argentina - Estados Unidos | 3-0       | 25-16 | 25-21 | 25-21 |     |     | 70 – 79          |

Semifinales
| Fecha    | Encuentro          | Resultado | Set   | Set   | Set   | Set   | Set | Puntuación total |
| Fecha    | Encuentro          | Resultado | 1     | 2     | 3     | 4     | 5   | Puntuación total |
| -------- | ------------------ | --------- | ----- | ----- | ----- | ----- | --- | ---------------- |
| 28-10-11 | Argentina - Canadá | 3-1       | 28-26 | 20-25 | 25-21 | 25-23 |     | 103-90           |

Partido por la medalla de oro
| Fecha    | Encuentro          | Resultado | Set   | Set   | Set   | Set   | Set  | Puntuación total |
| Fecha    | Encuentro          | Resultado | 1     | 2     | 3     | 4     | 5    | Puntuación total |
| -------- | ------------------ | --------- | ----- | ----- | ----- | ----- | ---- | ---------------- |
| 29-10-11 | Argentina - Brasil | 3-2       | 25-23 | 18-25 | 19-25 | 25-23 | 15-8 | 102-104          |

- Posición final:

## Waterpolo

### Masculino
| Atleta | Evento           | Fase de grupos     | Fase de grupos  | Fase de grupos          | Semifinales                   | Final                                 | Posición |
| Atleta | Evento           | Partido 1          | Partido 2       | Partido 3               | Semifinales                   | Final                                 | Posición |
| Atleta | Evento           | Rival Resultado    | Rival Resultado | Rival Resultado         | Rival Resultado               | Rival Resultado                       | Posición |
| --- | ---------------- | ------------------ | --------------- | ----------------------- | ----------------------------- | ------------------------------------- | -------- |
| - Carlos Camnsaio - Tomás Bulgheroni - Iván Carabantes - Esteban Corsi - Julián Daszczyk - Franco Demarchi - Emanuel López - Diego Malnero - Hernán Mazzini - Andrés Monutii - Juan Montane Tobares - Ramiro Veich - Germán Yáñez | Torneo masculino | Ecuador · G 8 - 21 | Cuba · E 7 - 7  | Estados Unidos P 14 - 3 | Seminifal · Brasil · G 15 - 9 | Medalla de bronce · Canadá · G 16 - 8 | 4        |

### Femenino
| Atleta | Evento          | Fase de grupos    | Fase de grupos  | Fase de grupos          | Semifinales                              | Final                                      | Posición |
| Atleta | Evento          | Partido 1         | Partido 2       | Partido 3               | Semifinales                              | Final                                      | Posición |
| Atleta | Evento          | Rival Resultado   | Rival Resultado | Rival Resultado         | Rival Resultado                          | Rival Resultado                            | Posición |
| --- | --------------- | ----------------- | --------------- | ----------------------- | ---------------------------------------- | ------------------------------------------ | -------- |
| - Camila Bertaina - Carla Comba - Tatiana Canton - Mariela de Virgilio - Rocio de Virgilio - Rocio Fesembeck - Laura Font - Dana Lea Gerschcovsky - Federica Gómez de la Canal - Ashley Hatcher - Florencia Magraht - Maria Olivieri - Manuela Tamagnone Werbach | Torneo femenino | México · G 8 - 10 | Cuba · P 10 - 3 | Estados Unidos P 30 - 3 | Clasificación 5°-8° Puerto Rico P 6 - 14 | Partido por el 7°-8° · Venezuela · P 8 - 9 | 8        |